# Srednje Mokrice
Srednje Mokrice is een plaats in de gemeente Petrinja in de Kroatische provincie Sisak-Moslavina. De plaats telt 35 inwoners (2001).